# Norman Z. McLeod
Norman Zenos McLeod (Grayling, 20 settembre 1898 – Hollywood, 27 gennaio 1964) è stato un regista e sceneggiatore statunitense.

## Biografia
Laureatosi presso l'università di Washington, prima di dedicarsi al cinema, McLeod trascorse due anni della propria vita come pilota da caccia per l'United States Army in Francia durante la prima guerra mondiale.
McLeod realizzò numerosi film di successo come Taking A Chance (1928), Monkey Business - Quattro folli in alto mare (1931), Horse Feathers - I fratelli Marx al college (1932), Che bel regalo (1934), La via dell'impossibile (1937), Gioia di vivere (1938) e Sogni proibiti (1947).
Sposato dal 1926 con Evelyn Ward, McLeod morì all'età di sessantacinque anni per un infarto. Una stella della celebre Walk of Fame ad Hollywood è dedicata a lui.

## Filmografia

### Regista
- Taking A Chance (1928)
- Along Came Youth  (1930)
- Finn ed Hattie  (1931)
- Monkey Business - Quattro folli in alto mare (Monkey Business) (1931)
- Touchdown! (1931)
- The Miracle Man (1932)
- Horse Feathers - I fratelli Marx al college (Horse Feathers) (1932)
- Se avessi un milione (If I Had a Million) (1932)
- A Lady's Profession (1933)
- Mama Loves Papa (1933)
- Alice nel Paese delle Meraviglie (Alice in Wonderland) (1933)
- Melody in Spring (1934)
- Many Happy Returns (1934)
- Che bel regalo (It's a Gift) (1934)
- Abbasso le bionde (Redheads on Parade) (1935)
- Here Comes Cookie (1935)
- Coronado  (1935)
- Early to Bed (1936)
- Pennies from Heaven (1936)
- Mind Your Own Business (1936)
- La via dell'impossibile (Topper) (1937)
- Gioia di vivere (Merrily We Live) (1938)
- L'amore bussa tre volte (There Goes My Heart) (1938)
- Viaggio nell'impossibile (Topper Takes a Trip) (1938)
- Una donna dimentica (Remember?) (1939)
- I due avventurieri (Little Men) (1940)
- Il processo di Mary Dugan  (The Trial of Mary Dugan) (1941)
- Lady Be Good (1941)
- Il postiglione del Nevada (Jackass Mail) (1942)
- Panama Hattie (1942)
- Ciao bellezza! (The Powers Girl) (1943)
- Swing Shift Maisie (1943)
- Preferisco la vacca (The Kid From Brooklyn) (1946)
- Sogni proibii (The Secret Life of Walter Mitty) (1947)
- Avventura in Brasile (Road to Rio) (1947)
- Isn't It Romantic? (1948)
- Viso pallido (The Paleface) (1948)
- Torna con me (Let's Dance) (1950)
- L'avventuriera di Tangeri (My Favorite Spy) (1951)
- La divisa piace alle signore (Never Wave at a WAC) (1953)
- La grande notte di Casanova (Casanova's Big Night) (1954)
- Il pollo pubblico n. 1 (Public Pigeon No. 1) (1957)
- Arriva Jesse James (Alias Jesse James) (1959)

### Sceneggiatore
- La via delle stelle (The Air Circus), regia di Howard Hawks e Lewis Seiler (1928)